# Samuel Joslin
Samuel Louis Joslin (* 18. Januar 2002 in Kensington) ist ein britischer Schauspieler.

## Leben und Karriere
Joslin wurde am 18. Januar 2002 in Kensington geboren. Er besuchte die Tower House School. Sein Debüt gab er 2012 in dem Film The Impossible. Anschließend spielte er 2014 in dem Kurzfilm The Nostalgist mit. Im selben Jahr bekam er in dem Film Paddington eine Hauptrolle. Außerdem war Joslin 2016 in einer Folge in der Serie Houdini & Doyle zu sehen. Unter anderem trat er 2015 in The Go-Between auf. 2017 wiederholte er seine Rolle in Paddington 2.

## Filmografie
- 2012: The Impossible
- 2014: The Nostalgist (Kurzfilm)
- 2014: Paddington
- 2015: The Go-Between
- 2016: Houdini & Doyle (Fernsehserie, 1 Episode)
- 2017: Paddington 2
- 2024: Paddington in Peru